# Burroughs Corporation
Pour les articles homonymes, voir Burroughs.
La Burroughs Corporation était l’un des leaders du marché de la bureautique. Cette société, qui avait vu le jour en 1886 en tant qu’American Arithmometer Company, devint Unisys après sa fusion en 1986 avec Sperry Univac. L'histoire de cette société est intimement liée aux grandes étapes du développement de l’informatique. Active à ses débuts dans la fabrication de caisses enregistreuses, elle se spécialisa dans les machines de comptabilité programmables avant de se lancer dans les ordinateurs ; devenue l’un des principaux fabricants de macroordinateurs (mainframes), Burroughs développait elle-même ses principaux périphériques, et même des machines à écrire et des imprimantes.

## Histoire de la société

### Les débuts

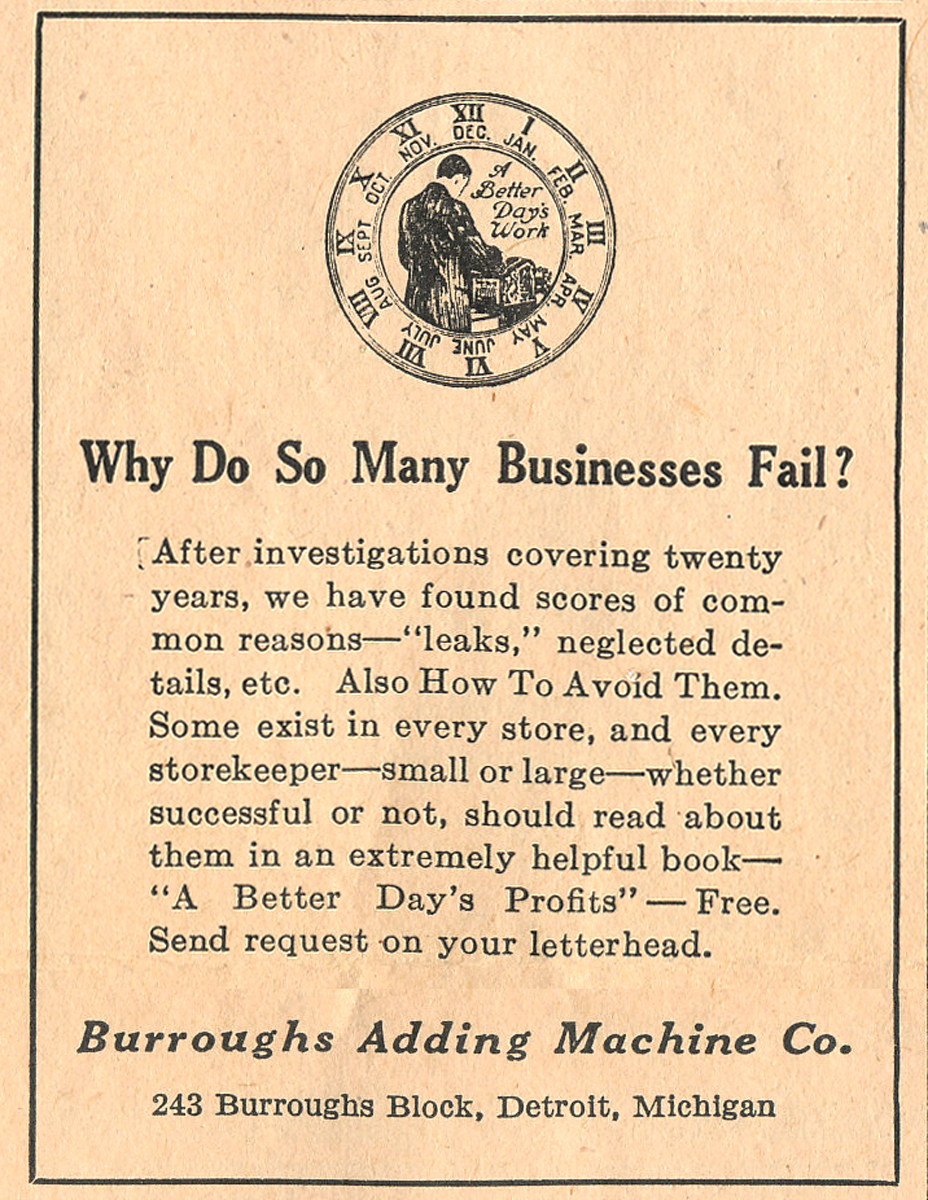
Publicité de 1914

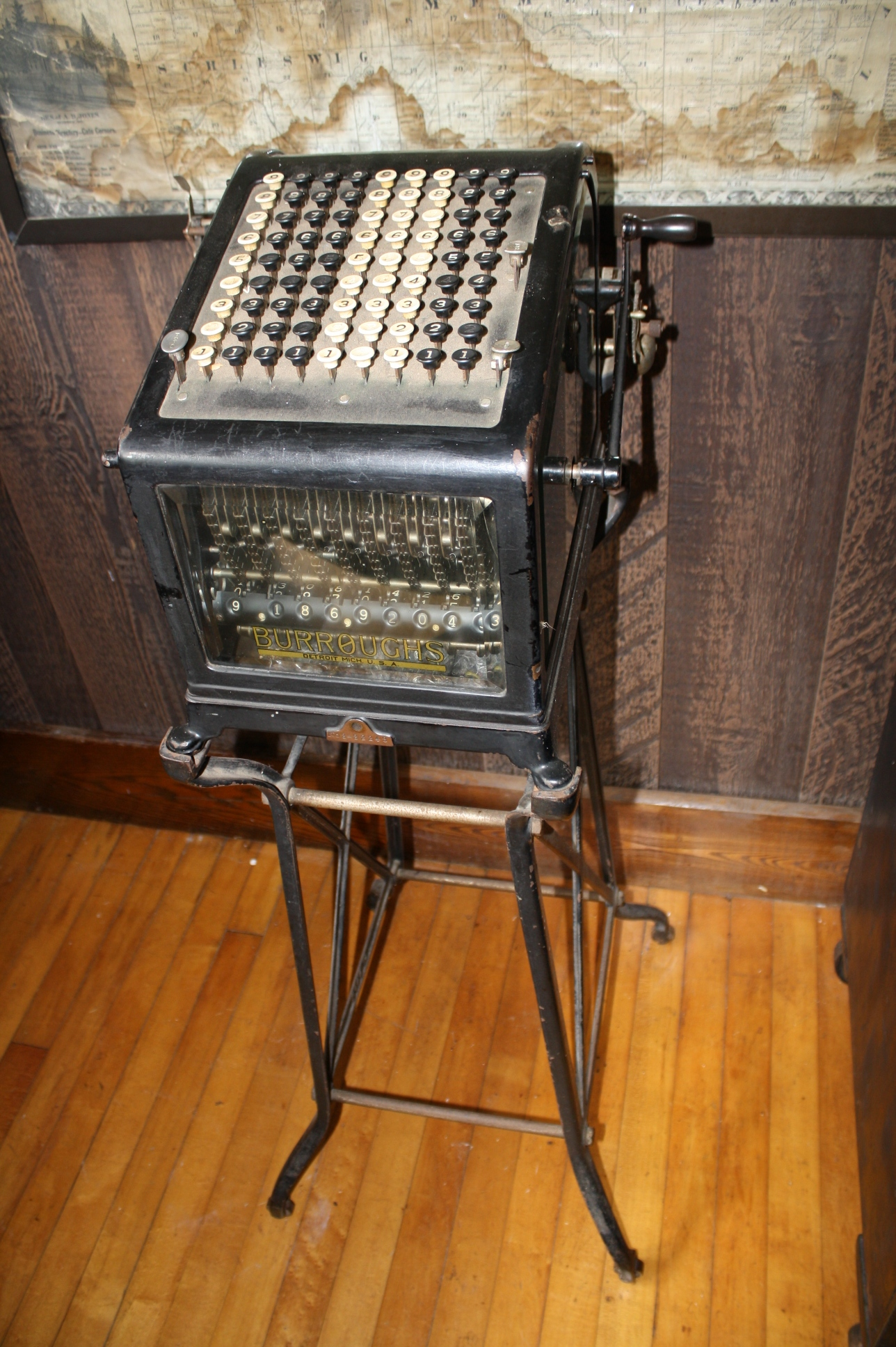
Une des premières caisses enregistreuses de Burroughs.

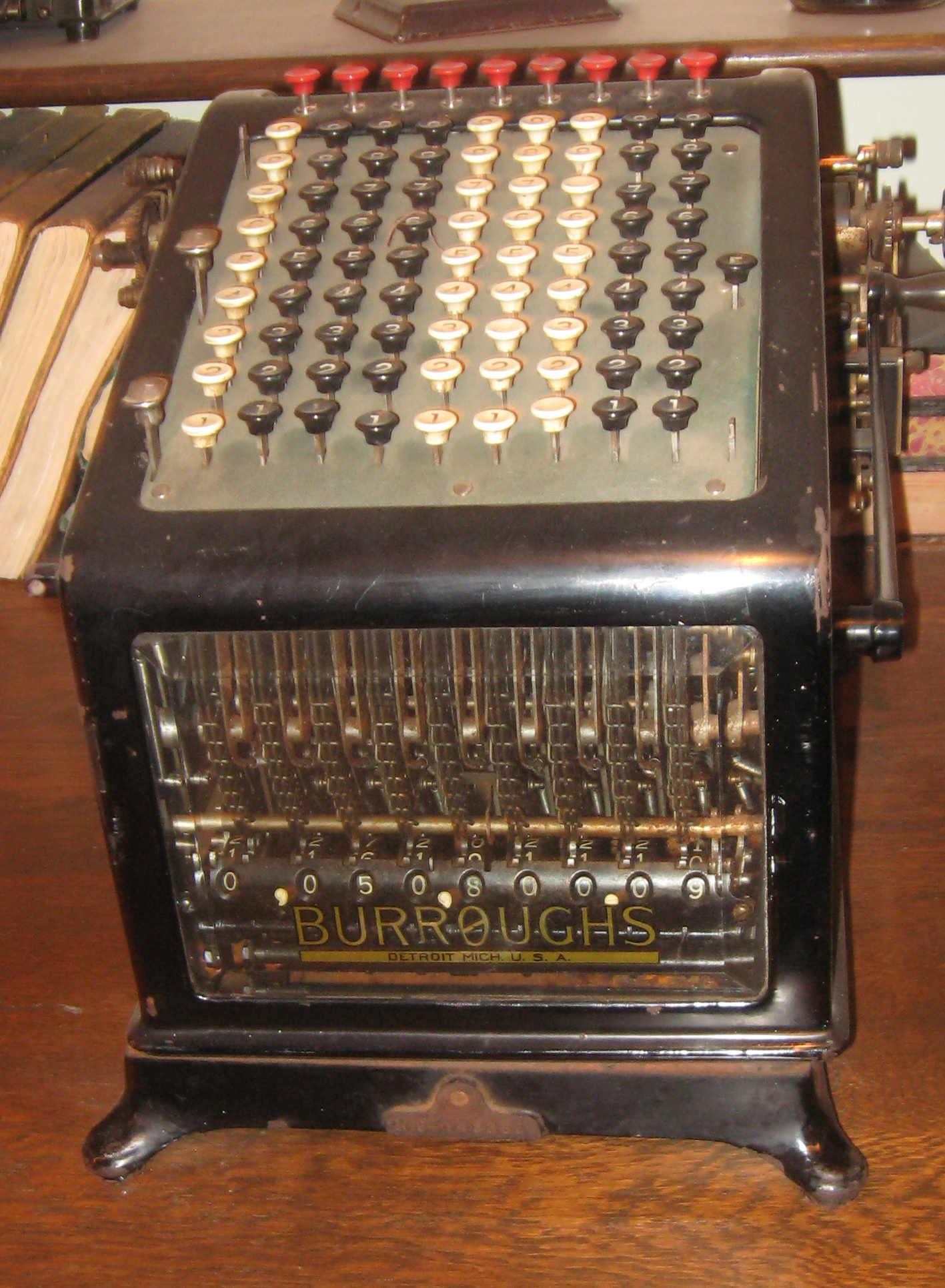
Modèle de bureau (vers 1910).

En 1886, un comptable de la Cayuga County National Bank, William Seward Burroughs (le grand-père de William S. Burroughs Jr., l’écrivain de la Beat Generation) fonda l’American Arithmometer Co. pour produire et commercialiser l’additionneuse qu’il venait d’inventer. En 1904, six ans après le décès de Burroughs, le siège de la compagnie déménagea à Detroit et la société prit le nom de son fondateur, pour devenir Burroughs Adding Machine Co. Elle devint bientôt le premier fabricant de caisses enregistreuses des États-Unis.

### Développement de caisses enregistreuses électromécaniques
La machine d’entrée de gamme était la modeste P100 à crosses, qui ne permettait d’effectuer que des additions. Elle comportait cependant quelques innovations, dont la plus caractéristique était l'utilisation d'un amortisseur à pot hydraulique pour le clavier. La P200 offrait la possibilité d’effectuer des soustractions et avec la P300, il était possible d'enregistrer deux totaux différents. Les caisses enregistreuses P400 et P600, dont l’aboutissement sera la P612, étaient dotées d’un chariot mobile et, dans le cas des machines P600/P612, de possibilités limitées d'automatisation, en relevant des ergots le long du chariot. La gamme suivante, la série J, permettait une saisie à l’aide d’un seul doigt, et la série c y incorporait des comptomètres électromécaniques. À la fin des années 1960, Burroughs mit sur le marché une calculatrice à affichage numérique, le nixi-tube.
Ainsi Burroughs avait mis au point toute une gamme de caisses enregistreuses aux fonctionnalités variées en améliorant graduellement leurs capacités. La Sensimatic, capable de réaliser plusieurs opérations comptables de façon semi-automatique, était révolutionnaire pour son époque : elle était dotée d’un chariot mobile programmable pour saisir et imprimer les bilans comptables. Elle pouvait mémoriser jusqu'à 9, 18 ou 27 balances au cours des opérations de saisie et utilisait une additionneuse spéciale, le Crossfooter. La Sensimatic évolua vers la Sensitronic, qui permettait de stocker les totaux grâce à un lecteur-décodeur à code-barres imprimant des cartes. Chaque fois qu'on insérait une carte dans le chariot de la caisse, le total était décodé et chargé dans l’accumulateur. La Sensitronic fut suivie par les machines de série E1000, E2000, etc. jusqu'à la E8000, qui est déjà un véritable ordinateur à bande magnétique, dotée de perforatrices/lecteurs de carte et d'une imprimante en ligne.
Par la suite, Burroughs produisit bien d’autres machines que des caisses enregistreuses, à commencer par des machines à écrire. Mais le principal bouleversement dans l’histoire de la société survint en 1953, avec une reconversion vers l’informatique, d’abord à destination des banques : cette année-là, la Burroughs Adding Machine Company prit le nom de Burroughs Corp. La reconversion s'était amorcée avec le rachat, en juin 1956, d’ElectroData Corp. (filiale à Pasadena de la Consolidated Engineering Corporation) par Burroughs : cette société, spécialisée dans les machines d'essai, développait ses produits en partenariat avec le Caltech ; or ElectroData venait de construire un terminal original, le Datatron 205, et commençait à travailler sur son successeur, le Datatron 220. Le premier gros ordinateur issu de l’intégration de ces nouveaux savoir-faire fut l'ordinateur à lampes B205. À la fin des années 1960, Burroughs lançait sur le marché les consoles de la série D2000, D4000 (aussi appelés terminaux TC500), équipés d'une imprimante à boule et d’une mémoire disque de 1K (80 bits). Ces ordinateurs, qui étaient au départ des terminaux destinés aux mainframes de Burroughs, les B5500/6500/6700 bien implantés dans le secteur bancaire, surent s’imposer comme des terminaux généralistes agréables pour les mainframes des marques concurrentes. En marge des gros systèmes, Burroughs continuait de commercialiser toute une gamme de machines de traitement de chèques, reliés par des terminaux à des ordinateurs centraux (typiquement des B2700 ou des B1700).

### Un grand de l'industrie informatique
Depuis les années 1950, Burroughs travaillait avec la Federal Reserve Bank à la promotion et à l'informatisation du système de codage numérique à 7 bâtonnets (CMC7), notamment pour le traitement des chèques. Burroughs conçut des trieuses-décodeuses MICR/OCR compatibles avec leurs ordinateurs de milieu de gamme (les séries 2700/3700/4700) ce qui conféra à la société des liens de quasi-exclusivité avec les milieux bancaires.
Dans les années 1960, Burroughs était l’un des principaux fabricants d'ordinateurs aux côtés d’IBM (le no 1 du marché), de Honeywell, de NCR, de Control Data (CDC), de General Electric (GE), de DEC, de RCA et de Sperry Corporation pour la série UNIVAC). En termes de ventes, Burroughs était second loin derrière IBM ; et même, la part de marché d’IBM à l'époque était telle qu’on évoquait les grands de l'informatique comme « IBM et les Sept Nains. » En 1972, alors que GE et RCA avaient abandonné le marché des ordinateurs mainframe, on parlait des cinq compagnies encore en lice derrière IBM comme le BUNCH (« bouquet »), un acronyme correspondant à leurs initiales.
Malgré sa seconde place, Burroughs demeurait un concurrent sérieux : comme IBM, Burroughs s’efforçait de fournir une gamme complète d’équipements à ses clients, y compris des imprimantes, des lecteurs de disque, des mémoires de masse à bande magnétique, du papier pour imprimantes, et même des rubans de machine à écrire.

### Le secteur bancaire et les grands systèmes de gestion
Burroughs est à l’origine de trois architectures originales fondées sur la philosophie d’ordinateur dédié : leur jeu d’instructions ciblait un ou plusieurs langages de haut niveau, tels ALGOL, COBOL ou FORTRAN.

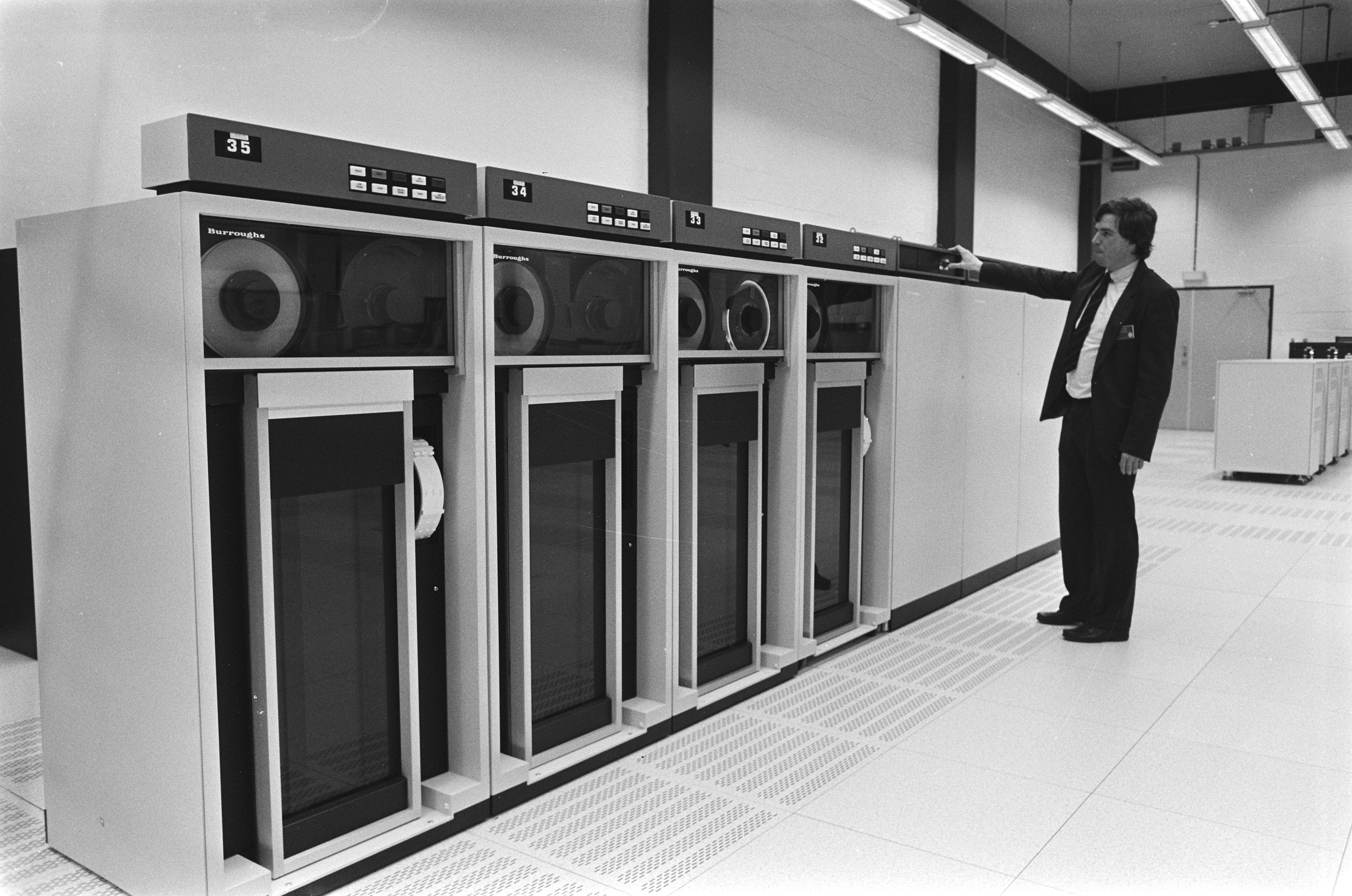
Centre de calcul de la société néerlandaise SWIFT (1986).

Les grosses machines Burroughs commencent en 1961 avec le B5000. Cet ordinateur avait été rendu possible grâce au remplacement des mémoires-disque par les mémoires à tambour comme stockage de masse. La série des B5000 fut la première au monde à utiliser le concept de programmation concurrente à mémoire virtuelle. Elle fut suivie des gammes B6500/B6700 à la fin des années 1960, de la gamme B7700 au milieu des années 1970, et enfin de la gamme A dans les années 1980. Ces trois architectures peuvent être considérées comme des machines de catégorie mainframe. L’architecture à pile, sous-jacente à ces machines, n'a pas changé : on la retrouve encore en 2013 dans la gamme ClearPath MCP d’Unisys. Elle avait été conçue pour coder efficacement les programmes en Algol 60. Son système d'exploitation, MCP (le Master Control Program — ce nom sera repris ironiquement par les scénaristes de Tron), était programmé en ESPOL (Executive Systems Problem Oriented Language) puis en NEWP (deux extensions d’ALGOL), avec dix ans d'avance sur Unix. Le jeu de commandes évolua peu à peu vers un langage structuré compilé comportant à la fois déclarations de variables, affectations et procédures : le WFL (Work Flow Language). Plusieurs informaticiens considèrent cette gamme de calculateurs comme révolutionnaire. Les processeurs à pile, d'une longueur de mot de 48 bits, dont chaque mot machine est typé comme donnée ou instruction, conféraient une grande sécurité à cet environnement de programmation, et cela bien avant que des logiciels espions ou des virus affectent l'informatique. Enfin la modularité de ces grands systèmes, aux multiples CPU, aux multiples modules mémoire et aux périphériques variés, était unique en son genre : les processeurs routeurs favorisaient un développement incrémental et économique de la performance et de la fiabilité de l'ensemble. Dans des filières comme la banque ou le transport aérien, où la continuité de service est une obligation, les gros systèmes Burroughs tenaient le haut du pavé, à commencer par la Federal Reserve Bank. Burroughs est d'ailleurs le concepteur du réseau interbancaire sécurisé de SWIFT, qui est entré en service en 1977 (Unisys reste le fournisseur de SWIFT).
Burroughs a développé un milieu de gamme avec le mini-ordinateur B2500, destiné au monde des affaires. Ces machines étaient conçues pour exécuter efficacement des programmes COBOL. Elles étaient construites autour d'une unité arithmétique et logique travaillant directement en décimal codé binaire, ce qui signifie qu'elles pouvaient stocker et charger des données depuis leur mémoire centrale directement en base 10 (et non en binaire). Ces machines ont été commercialisées sous l'appellation Burroughs B2500 à B49xx, puis par Unisys comme la gamme V : V340 à V560.
L'entrée de gamme de Burroughs était le B1700, exploitant le concept de microprogrammation, c'est-à-dire que chaque processus tourne sur une machine virtuelle adaptée au langage de programmation voulu. Le plus petit calculateur généraliste était le « micro-processeur » B700, destiné aux applications autonomes aussi bien qu'aux fonctions de contrôleur mémoire et de routeur pour réseau local.
Burroughs n'en demeurait pas moins actif sur son marché d'origine, celui des calculateurs financiers, qui allait des caisses enregistreuses électriques comme la Sensimatic, la L500 et la B80, aux terminaux dédiés comme le TC500 et les machines de traitement automatique des chèques.

### Vers le secteur militaire: le temps réel
Au début des années 1960, Burroughs développait une collaboration avec l'université de l'Illinois pour concevoir une architecture multiprocesseurs, l’ILLIAC IV : ce calculateur parallèle disposait de 128 processeurs, à un moment où les B6700 et B7700 ne pouvaient adresser concurremment que 7 CPU ou entrées-sorties (le périphérique no 8 étant réservé au contrôleur disque).
Burroughs développait des ordinateurs pour le secteur militaire, comme le D825 (la lettre « D » pour défense), dans son laboratoire de Great Valley à Philadelphie,. Elle partageait ce site de Paoli avec la Division Defense and Space Group Marketing. Selon certains universitaires, comme Enslow, le D825 aura été le premier ordinateur authentiquement multiprocesseurs.
En 1964, Burroughs menait à terme le développement du D830, autre variante du D825, destinée aux applications en temps réel, comme les réservations de billets d'avion. Burroughs rebaptisa cette machine B8300 après que la compagnie Trans World Airlines (TWA) lui en eut acheté un en septembre 1965. Le centre de réservations de TWA de Rockleigh (New Jersey) s'équipa en 1968 d'un ordinateur avec processeurs à trois instructions. Ce système, baptisé George, et faisant tourner une application écrite en JOVIAL, était destinée à servir des terminaux B4000, mais même après l'adjonction d'un quatrième processeur, elle ne put soutenir la charge : TWA annula sa commande en 1970, et acheta à la place un IBM 375 et deux IBM 365, pour faire tourner l'application de réservation d'IBM, PARS (Programmed Airline Reservations System). En outre, TWA attaqua en justice Burroughs pour manquement contractuel, à quoi Burroughs répondit que l'infrastructure de son client n'était pas elle-même opérationnelle ; les deux sociétés finirent par conclure une transaction à l'amiable.
Burroughs a mis au point une version réduite du D825, le D82, en faisant passer le bus de données de 48 à 24 bits et en simplifiant le jeu d'instructions. Le D82 pouvait adresser jusqu'à 32 768 mots machine en mémoire centrale et continuait d'utiliser des processeurs distincts pour traiter les instructions et gérer les entrées-sorties. Burroughs vendit un D82 à Air Canada destiner à traiter les réservations de vols au départ de Montréal et de Québec. Après diverses améliorations, cet ordinateur évolua en 1965 vers le D84, plus compact : à titre de comparaison, une unité D84 processeur/memoire disposant de 4096 mots machine de memoire centrale, n'occupait qu'un volume de 0,125 m3. Il donna satisfaction dans au moins deux applications militaires : le banc de test in situ de l'électronique embarquée des chasseurs General Dynamics F-111 Aardvark, et les systèmes de compte à rebours et de lancement des missiles Pershing,.

### La micro-informatique, UNISYS et la résurrection de la marque Burroughs
En 1982, Burroughs se tourna à son tour vers le marché des ordinateurs individuels, avec le lancement des micros B20 et B25, bâtis autour de processeurs 8-bit de la famille Intel 8086/8088. Ils tournaient sur le système d'exploitation BTOS, dont Burroughs avait acquis les droits auprès de Convergent Technologies, et mettaient en œuvre une forme primitive de réseau local permettant à plusieurs utilisateurs de se partager un disque dur. Ces micro-ordinateurs furent fabriqués par la suite sous licence Burroughs à Kunming, pour le marché chinois.
Au mois de septembre 1986, Burroughs Corporation fusionna avec Sperry Corporation pour former Unisys. Au début, Unisys produisit des architectures combinant les processeurs Burroughs des séries A et V ; mais bientôt, la demande croissante du marché pour des architectures client-serveur (au détriment des gros systèmes propriétaires), marginalisa les architectures de la gamme V. En 2013, Unisys continue de développer et de commercialiser les ordinateurs de la série A sous le nom de ClearPath.

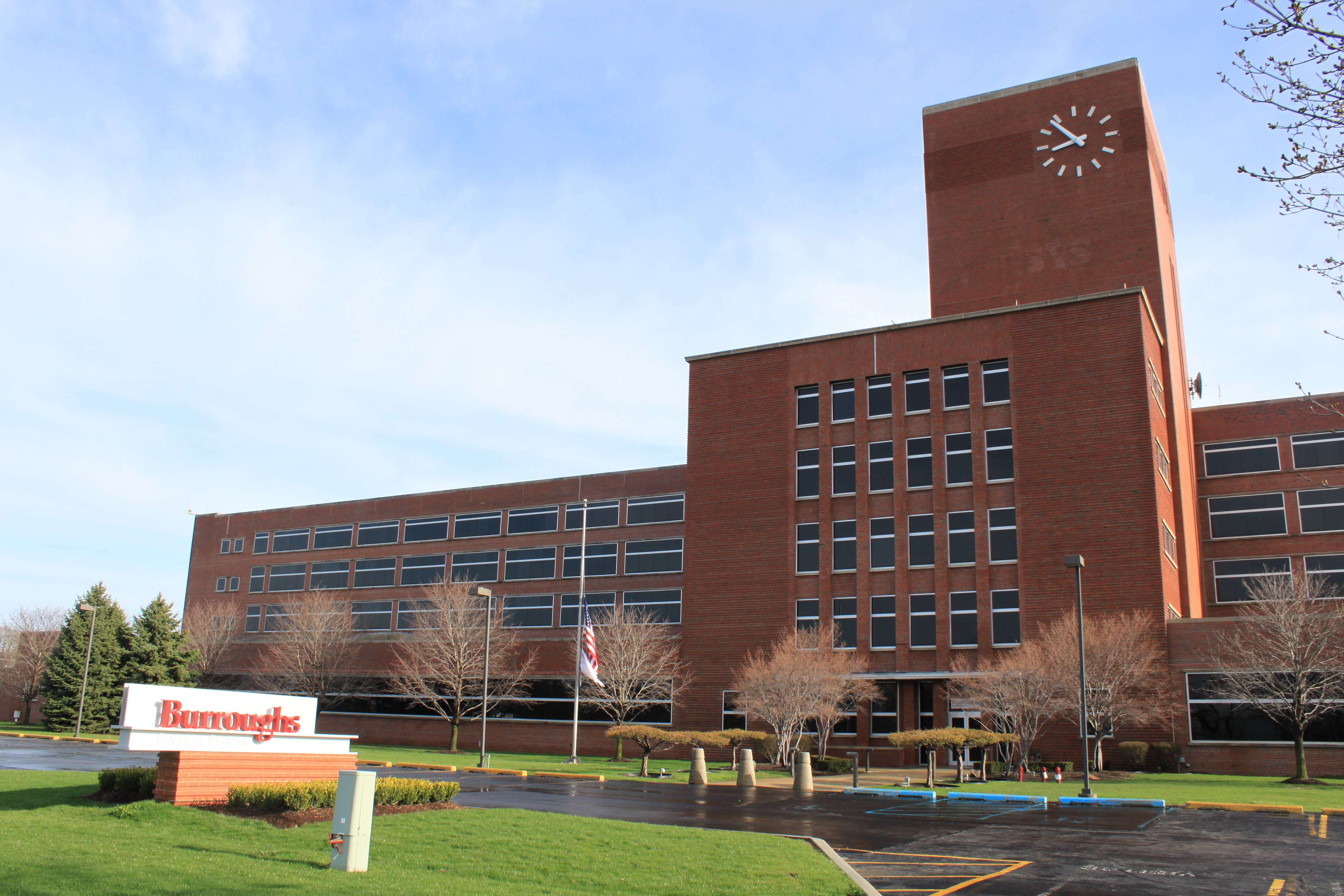
Burroughs Payment Systems à Plymouth (Michigan) (2011).

En 2010, UNISYS a cédé sa division Systèmes de Paie au fonds d'investissement californien Marlin Equity Partners, qui en a fait Burroughs Payment Systems, avec siège social à Plymouth (Michigan),.

## Dans les œuvres de fiction
Le calculateur B205 de Burroughs apparaît comme élément de décor dans plusieurs productions de Hollywood de la fin des années 1950 au milieu des années 1960 : on voit souvent par exemple un terminal de B205 (le Bat Computer) dans la série télévisée Batman, ainsi que dans la série Perdus dans l'espace. Le lecteur à bandes magnétiques du B205 fait partie du décor des séries télévisées La Planète des singes, Au cœur du temps et Voyage au fond des mers.

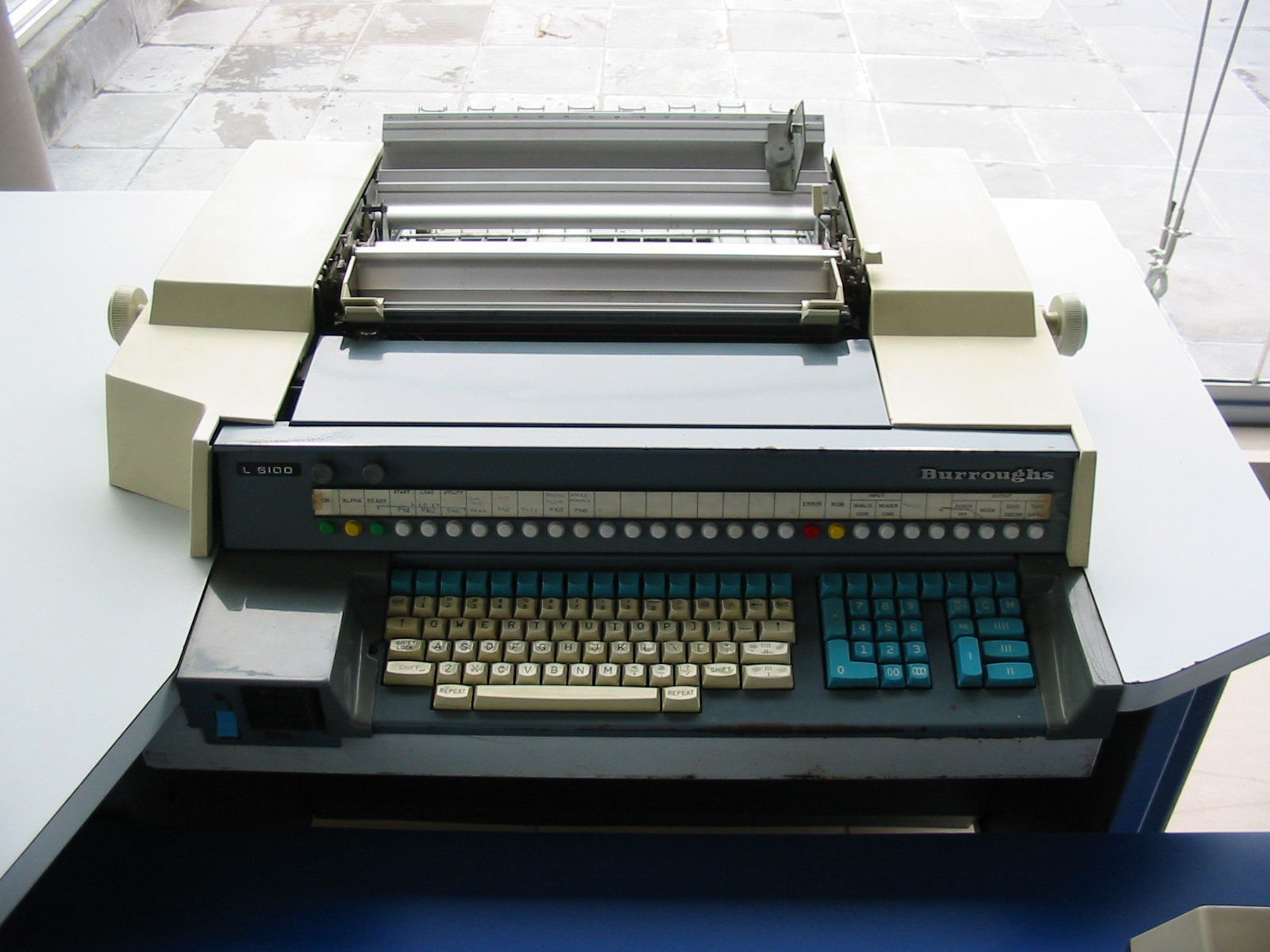
Machine Burroughs L 6100.

## Résumé
- 1886 : American Arithmometer est fondée pour fabriquer et commercialiser des calculateurs conçus par William Seward Burroughs.
- 1911 : Burroughs crée le premier calculateur capable de soustraire deux nombres.
- 1946 : Une calculatrice Burroughs manipulée par Thomas Nathan Wood, un expert de l'armée américaine, est battue à un concours de calculs par un soroban, manipulé par Kiyoshi Matsuzaki, un membre du bureau de l'administration postale japonaise.
- 1959 : Burroughs invente le premier système de reconnaissance de caractères à encre magnétique (MICR).
- 1961 : Burroughs lance la B5000, le premier ordinateur à biprocesseur à mémoire virtuelle.
- 1962 : Burroughs figure au 3e rang mondial de production d'ordinateurs[17].
- 1965 : lancement de l'ILLIAC IV, premier superordinateur vectoriel[17].
- 1986 : Sperry Corporation et Burroughs fusionnent pour former Unisys Corporation[18].